# Takhti-Sangin

Takti-Sangin en un mapa de la Bactriana.

Takhti-Sangin, transcrito también como Takht-i Sangin, es una antigua ciudad que se encontraba cerca de la confluencia de los ríos Vajsh y Panj, afluentes del Amu Daria, en el sur de Tayikistán.

## Descripción del yacimiento
Se cree que fue del yacimiento del templo templo grecobactriano de Takhti-Sangin de donde fue extraído el tesoro del Oxus, que desde finales del siglo XIX está expuesto en los museos Británico y Victoria y Alberto del Reino Unido. Situado en la Transoxiana y construido en el siglo III a. C. —período helenístico—, el yacimiento consiste en una ciudadela bien fortificada que contiene el llamado «Templo de Oxus».

## Estado como Patrimonio de la Humanidad
El 9 de noviembre de 1999, el yacimiento fue añadido a la Lista Indicativa del Patrimonio de la Humanidad de la Unesco, en la categoría cultural.